# Nattjärnen (Idre socken, Dalarna)
Nattjärnen är en sjö i Älvdalens kommun i Dalarna och ingår i Dalälvens huvudavrinningsområde. Sjön har en area på 0,0804 kvadratkilometer och ligger 511,3 meter över havet.

## Delavrinningsområde
Nattjärnen ingår i det delavrinningsområde (686827-132674) som SMHI kallar för Ovan Stortranan. Medelhöjden är 515 meter över havet och ytan är 1,46 kvadratkilometer. Räknas de 114 avrinningsområdena uppströms in blir den ackumulerade arean 1 021,26 kvadratkilometer. Avrinningsområdets utflöde Dalälven (Österdalälven) mynnar i havet. Avrinningsområdet består mestadels av skog (90 procent). Avrinningsområdet har 0,14 kvadratkilometer vattenytor vilket ger det en sjöprocent på 9,6 procent.